# Babrak Karmal
Babrak Karmal, né 6 janvier 1929 à Kamari et mort le 3 décembre 1996 à Moscou, est un homme d'État communiste afghan, troisième président de la république démocratique d'Afghanistan de 1979 à 1986.
Issu du Parcham, la tendance modérée du PDPA, il joue un rôle influent sous la république d'Afghanistan de Daoud Khan, puis est ensuite placé au pouvoir par les Soviétiques après l'assassinat d'Hafizullah Amin lors de l'opération Chtorm-333. Il est à la tête du régime pendant l'essentiel de la guerre soviéto-afghane, jusqu'à sa mise à l'écart au profit de Mohammad Najibullah.

## Biographie
Karmal est né en 1929 dans un petit village à l’est de Kaboul. Issu d'une famille aisée affiliée aux Durranis, il fait ses études de droit à l’université de Kaboul et gagne très vite une réputation d’orateur talentueux et dévoué, et s’implique dans le mouvement révolutionnaire afghan. Bientôt, les autorités le font arrêter et le condamnent à cinq ans de prison, où il fait la connaissance de Mir Akhbar Khyber, qui l'initie à la pensée marxiste à laquelle il adhérera désormais. Une fois libéré, il termine ensuite ses études tout en gardant contact avec ses anciens collègues.
À l'université, il sera aussi marqué par les idées de Mustafa Kemal Atatürk et deviendra profondément laïc.
En 1965, le Parti démocratique populaire d'Afghanistan (PDPA), premier parti communiste de l'histoire de l'Afghanistan, est créé ; Babrak Karmal est l'un de ses 28 fondateurs, avec Nour Mohammad Taraki et Anahita Ratebzad notamment, avec laquelle il conservera longtemps des relations étroites. La même année, il est élu au parlement (la Loya Jirga) où il travaille jusqu'en 1973. Le PDPA implose en 1967 en deux groupes rivaux (Le Khalq et le Parcham, la faction de Karmal), du fait de rivalités ethniques (Pachtounes contre Tajiks/Daris), politiques (avant-garde révolutionnaire contre approche modérée et réformiste) et personnelles (rivalité entre Taraki/Amin et Karmal). Les relations entre les deux groupes ne feront que se dégrader constamment jusqu'en 1977, le Parcham se réclamant comme le véritable PDPA, et allant jusqu'à demander la dissolution du Khalq, qui devient pourtant vite majoritaire. Sa mouvance est favorisée par les Soviétiques, qui jugent le Khalq incontrôlable. Le parcham accueille surtout des étudiants et des représentants de la petite bourgeoisie urbaine afghane, réseau somme toute réduit mais réellement influent. Lorsque Mohammad Daoud Khan renverse la monarchie pour instaurer une république en 1973, Karmal devient son bras droit. Son influence grandit considérablement durant cette période. Les relations entre Karmal et Daoud se dégradent à partir de 1975, les ministres parchamistes étant relégués à des postes moins importants, puis sont définitivement exclus à partir de 1977. Le gouvernement de plus en plus autoritaire de Daoud et la peur croissante d'une élimination physique massive des communistes par le gouvernement pousse le Parcham à se réconcilier avec le Khalq au sein d'un PDPA reunifié. Après la révolution de Saur (le coup d'État d'avril 1978 et l'assassinat du président Daoud), il devient vice-président du conseil de la révolution et du conseil des ministres. Entrant de nouveau en conflit avec la mouvance Khalqiste de Nour Mohammad Taraki et Hafizullah Amin qu'il juge trop extrémiste, il est écarté avec les autres parchamistes et est nommé ambassadeur à Prague. Il ébauche alors un projet de coup d'État qui restera connu comme la "conspiration de l'Aïd", puis est rappelé à Kaboul après que la conjuration ait été découverte ; mais juge prudent de rester en URSS. Craignant que les soviétiques n'utilisent le Parcham pour les chasser du pouvoir, les khalqistes procèdent à l'arrestation et à l'exécution de milliers de parchamistes. À l'occasion de l'invasion soviétique de 1979 il devient secrétaire général du comité central du Parti démocratique populaire d'Afghanistan, président du Conseil révolutionnaire et président du Conseil des ministres de la république démocratique d'Afghanistan, chassant ainsi le Khalq. 
D'abord accueilli avec soulagement, Karmal perd beaucoup de sa popularité durant son mandat. Le peuple, fatigué par ce régime et ne supportant pas la présence militaire soviétique, déclenche alors une guerre civile qui oppose les forces soviétiques et la population afghane. Les rebelles organisent des attaques contre leurs opposants et prennent bientôt le dessus. L'URSS, reprochant la situation à Karmal, le retire du pouvoir en 1986 et l'accueille en Union soviétique. Il est remplacé par Mohammad Chamkani. Mohammad Najibullah, jusque-là chef des services secrets, remplace Karmal à la tête du Parti démocratique populaire d'Afghanistan et devient d'emblée l'homme fort du régime, avant de devenir officiellement chef de l'État l'année suivante.
Babrak Karmal meurt d’un cancer le 3 décembre 1996 à Moscou, mais son corps est enterré en Afghanistan comme il l'avait demandé,.